# Catherine Clément

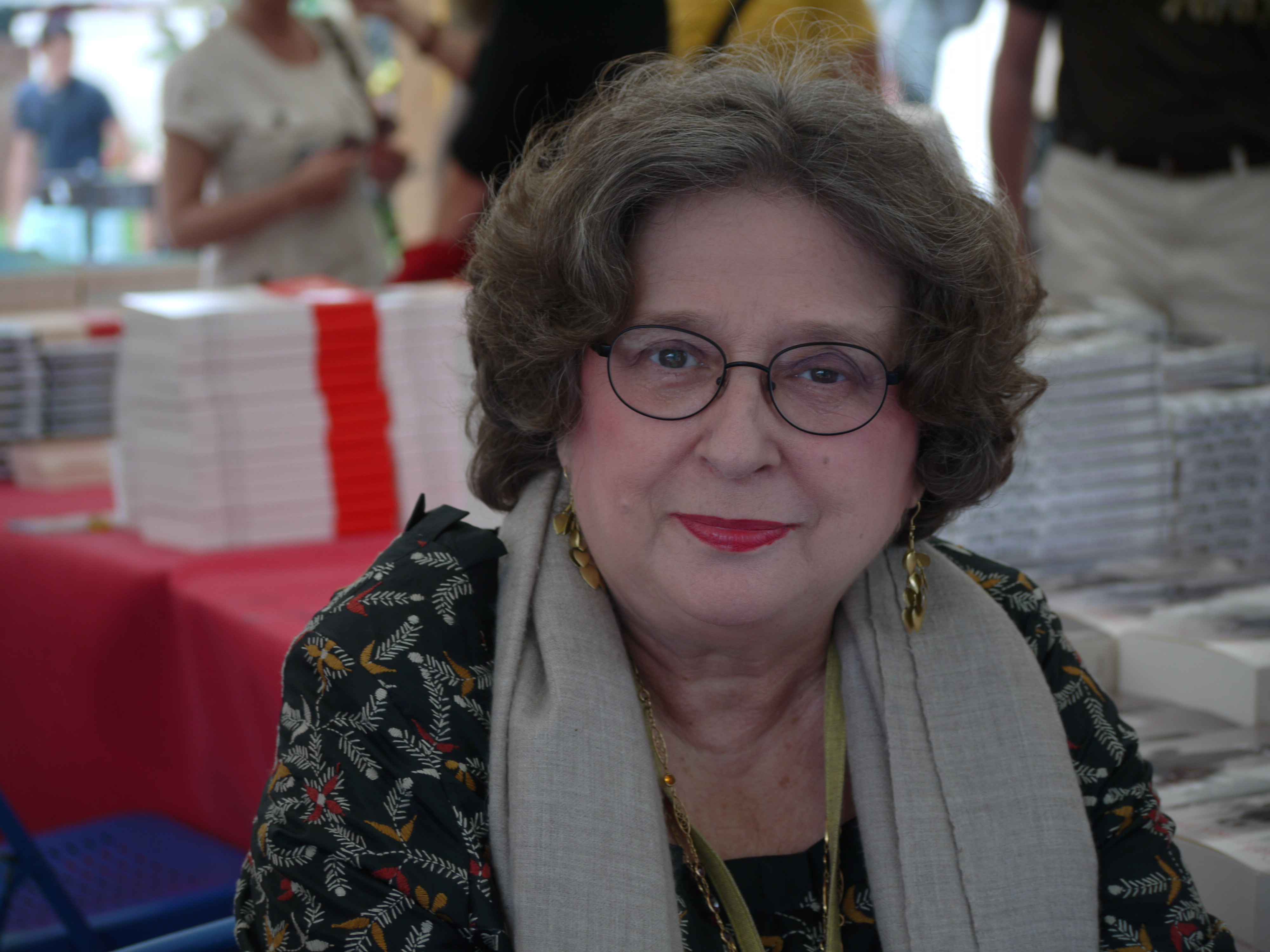
Catherine Clément

Catherine Clément (* 1939 in Boulogne-Billancourt) ist eine französische Schriftstellerin, Feministin, Philosophin und Psychologin.

## Leben
Catherine Clément – einer katholisch-jüdischen Familie entstammend – studierte Philosophie und Psychologie an der École normale supérieure in Paris. Sie ist eine Schülerin von Claude Lévi-Strauss. Anschließend lehrte sie vierzehn Jahre als wissenschaftliche Assistentin an der Sorbonne. Danach arbeitete sie als Kulturredakteurin der Pariser Tageszeitung Le matin. 1969 ging sie für das französische Kulturministerium für vier Jahre nach Indien. Sie lebte mit ihrem Ehemann in Dakar und kehrte dann wieder nach Paris zurück. 1986 organisierte Clément das Indien-Jahr in Frankreich und wechselte 1987 nach Neu-Delhi.
Ihr Bruder Jérôme Clément ist Vorstandsmitglied des deutsch-französischen Fernsehsenders ARTE.

## Werke
- Der Heilige und die Verrückte. Religiöse Ekstase und psychische Grenzerfahrung. Zusammen mit Sudhir Kakar. Beck, München 1993, ISBN 978-3-406-37334-3.
- Die Senyora. Roman aus dem Europa des 16. Jahrhunderts. Scherz, Bern/München/Wien 1993, ISBN 3-502-10134-5.
- Die Frau in der Oper. Besiegt, verraten und verkauft. Aus dem Französischen von Annette Holoch. Vorwort von Silke Leopold. Deutscher Taschenbuch Verlag, München 1994, ISBN 3-423-30440-5.
- Gandhi. Der gewaltlose Widerstand. In der Reihe „Abenteuer Geschichte“ (Bd. 23). Ravensburger Buchverlag, Ravensburg 1997, ISBN 978-3-473-51023-8.
- Eine Liebe in Indien. Roman. Heyne, München 1997, ISBN 978-3-453-11597-2.
- Frauen der Nacht. Roman. Droemer Knaur, München 1999, ISBN 3-426-61427-8.
- Das Lächeln der Sultanin. Diana, München 2000, ISBN 3-453-17139-X.
- Martin und Hannah. Roman. Rowohlt Berlin, Berlin 2000, ISBN 3-87134-400-1.
- Theos Reise. Roman über die Religionen der Welt (original: Le Voyage de Théo). Hanser Verlag, München 1998, ISBN 978-3-446-19265-2.
- Theos zweite Reise.
- Tristes tropiques. Oper in 3 Akten. Libretto (nach dem gleichnamigen Buch [1955] von Claude Lévi-Strauss). Musik (1990–95): Georges Aperghis